# Centropogon nervosus
Centropogon nervosus är en klockväxtart som beskrevs av Franz Elfried Wimmer och Henry Allan Gleason. Centropogon nervosus ingår i släktet Centropogon och familjen klockväxter. Inga underarter finns listade i Catalogue of Life.